# Katty Barry
Pour les articles homonymes, voir Barry.
Katty ou Kathy Barry (1909 - 27 décembre 1982) est une restauratrice irlandaise et un personnage célèbre de Cork.

## Biographie
Katty Barry naît en 1909 sur Dalton's Avenue, près du Coal Quay à Cork. Son père est John Barry. Sa mère a un magasin sur l'avenue Dalton, qui devient un restaurant lorsque Barry prend le relai. Le menu consiste en une cuisine irlandaise traditionnelle, y compris des crubeens, des drisheen et des pieds de cochon, dans une atmosphère conviviale et rauque. Il est dit que Barry est fréquenté aussi bien par ses pairs que par les pauvres, et tous sont traités de la même manière, avec des chansons et des histoires nocturnes. Malgré l’absence de permis et des condamnations à plusieurs reprises à une amende, Barry sert de l'alcool, souvent tard dans la nuit. Elle aurait reconnu certains de ses clients parmi les juges et les avocats des tribunaux. L'établissement de Barry n'a pas d'électricité. Il est éclairé par des bougies dans des bouteilles de lait vides et le sol est en terre.
Le Cork Examiner décrit Katty Barry comme la personnification « d'un peuple et d'une culture propres à un milieu de Cork particulièrement coloré et indigène », présidant la vie bohème de Cork jusqu'à la fermeture et la démolition définitive de son établissement par Cork Corporation à la fin des années soixante. La disparition du restaurant de Barry est déplorée par Jimmy Crowley dans sa chanson Ballad of Katty Barry. Un nouveau couplet est ajouté à la vieille ballade, The boys of Fairhill, en l'honneur de Barry : « Katty Barry vend des crubeens assez éclatants », son nom est invoqué dans des chants et des insultes locales.
Barry vit le reste de sa vie dans les bâtiments de la Corporation n°6, en face de son ancien établissement. Elle visite le bar Dennehy's trois fois par jour, prenant un petit whisky et un verre de stout. L'Irish Times déclare qu'elle reste « élégante, attentive, très intelligente, avec un scintillement presque diabolique dans ses yeux et la capacité de remettre les gens à leur place ».
Barry meurt à Cork le 27 décembre 1982 et a été enterré au cimetière St Joseph. En 2019, il y a eu des appels pour ériger une statue en l'honneur de Barry.